# تانيت (باخرة)
تانيت  هي سفينة ركاب تونسية صنعت لفائدة الشركة التونسية للملاحة. دخلت الخدمة في 21 يونيو 2012, و إسمها مقتبس من تانيت الألهة القرطاجية .
السفينة إنطلقت من كوريا الجنوبية في 30 مايو 2012 و وصلت تونس يوم 19 يونيو و دخلت الخدمة في 21 يونيو و عند وصولها حلت محل الباخرة الحبيب و كذلك الباخرة فينيزولوس التي تستأجر كل صيف منذ 10 سنوات حيث أن هاتان الباخرتان عرضتا للبيع من طرف الشركة التونسية للملاحة.

## المحتويات والرفاهة
يتمتع كل المسافرين على متن الباخرة «تانيت» بسفرة مريحة وفاخرة وبخدمات استقبال رفيعة. ويكفي السفر ولو لمرة واحدة على متنها حتى يتلمس المسافرون حجم المتعة والرفاهة الذي تتيحه الفضاءات الرحبة والفريدة المتوفرة والخدمات المسداة على متن الباخرة.

يوجد في الباخرة :
- مكتب إرشاد وإستقبال.
- طبيب.
- مطاعم.
- قاعة صلاة مع قاعة للوضوء وقاعة لترك الأحذية والحقائب الصغيرة داخل قاعة الصلاة.
- حانة ليلية، مقهى حانة، حانة على حافة المسبح.
- قاعة ألعاب للأطفال.
- مسبح، مسبح للأطفال، جاكوزي.
- متاجر بضائعها معفاة من المعاليم الديوانية.

## صور

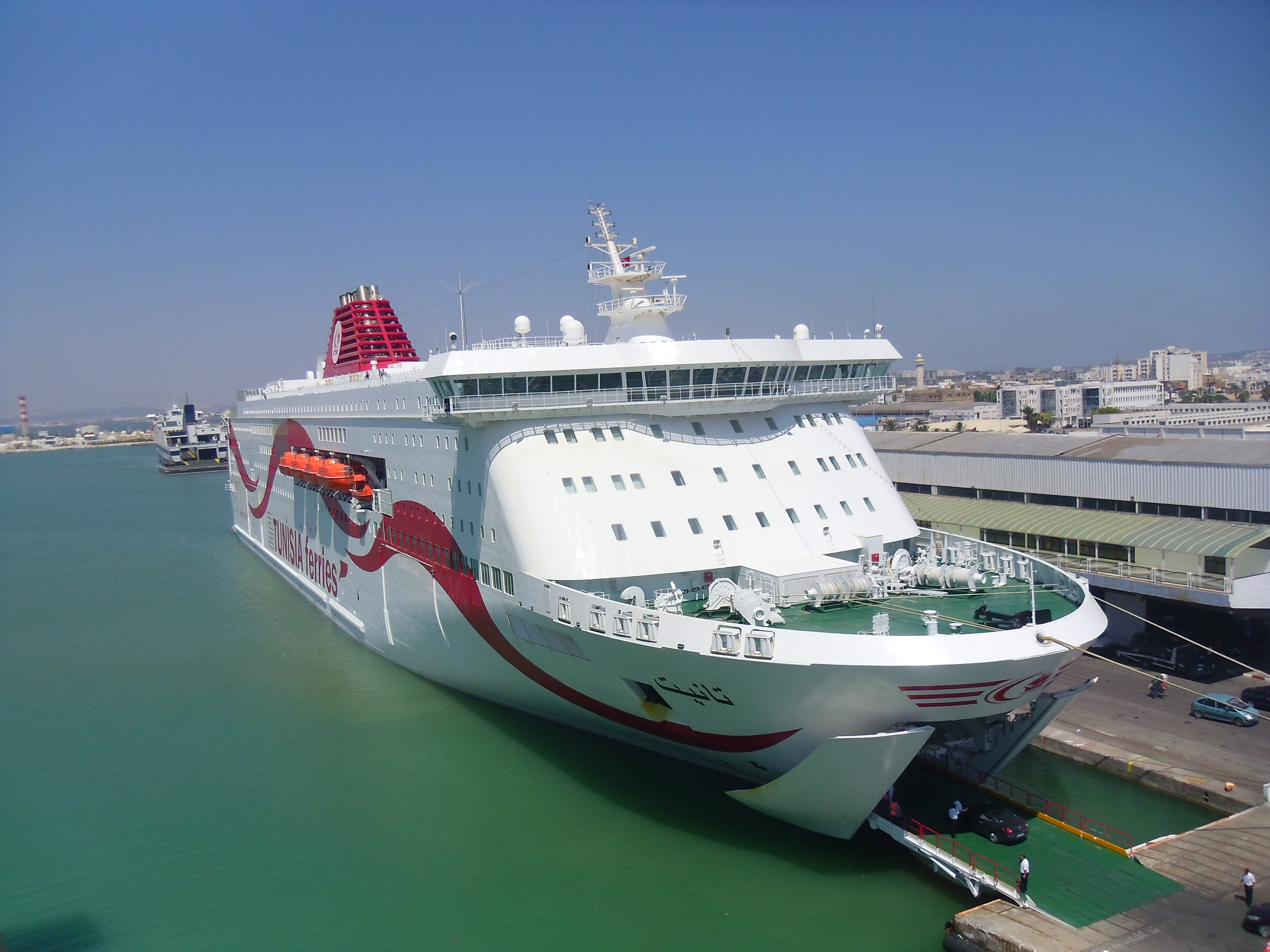
الباخرة تانيت وهي راسية في ميناء حلق الوادي.
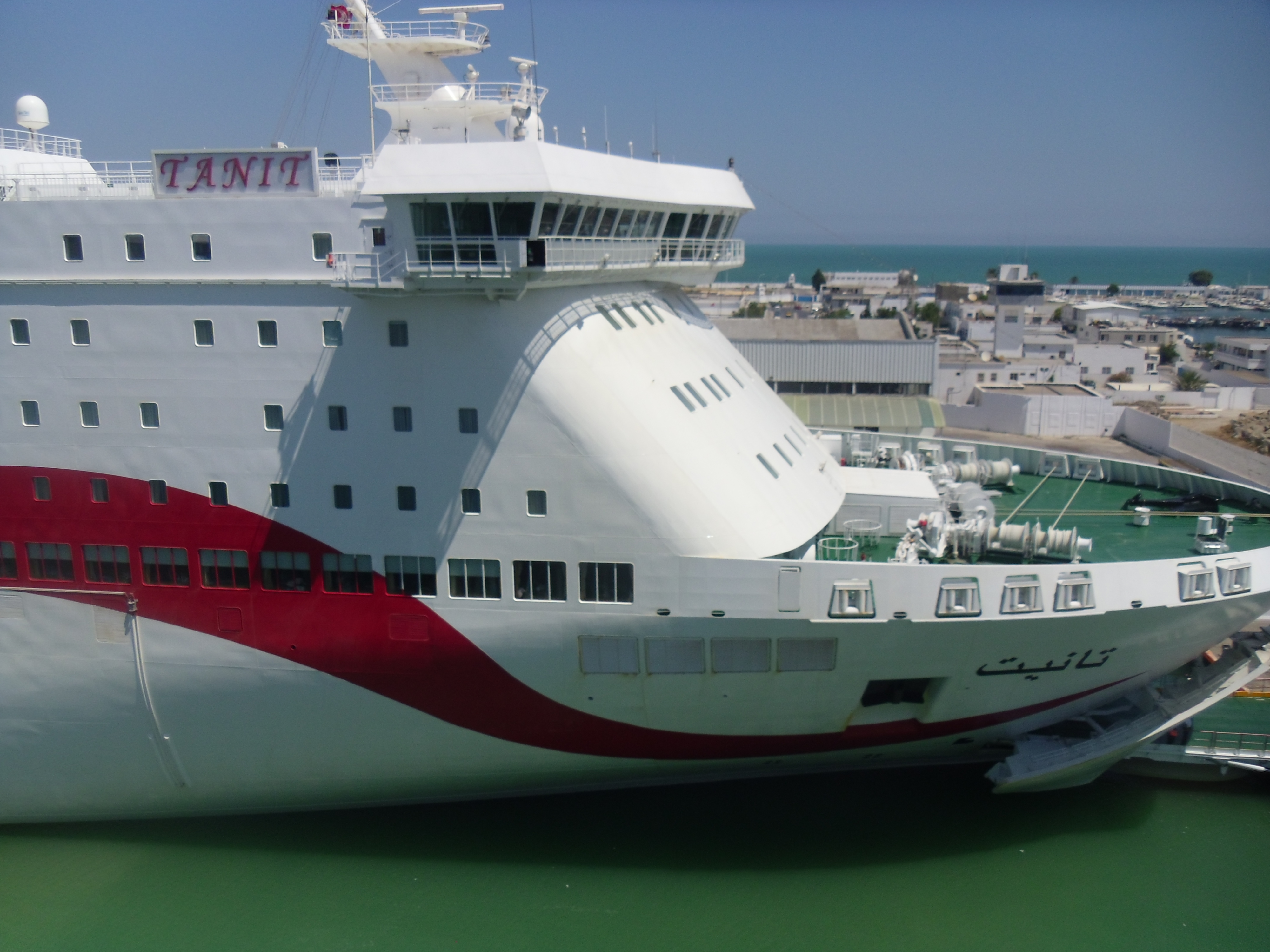
الجزء الأمامي للباخرة تانيت في ميناء حلق الوادي.
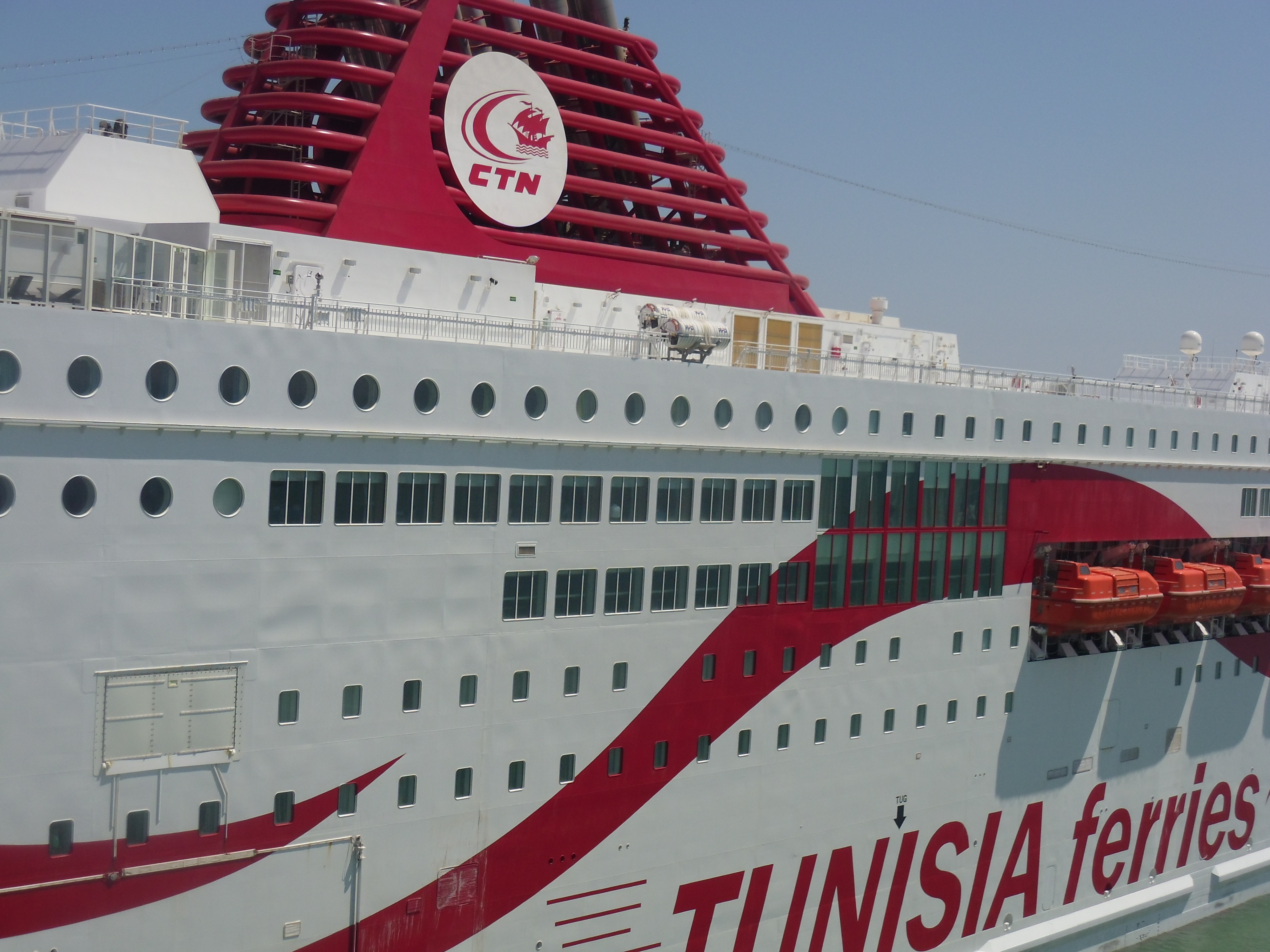
وسط الباخرة تانيت في ميناء حلق الوادي.
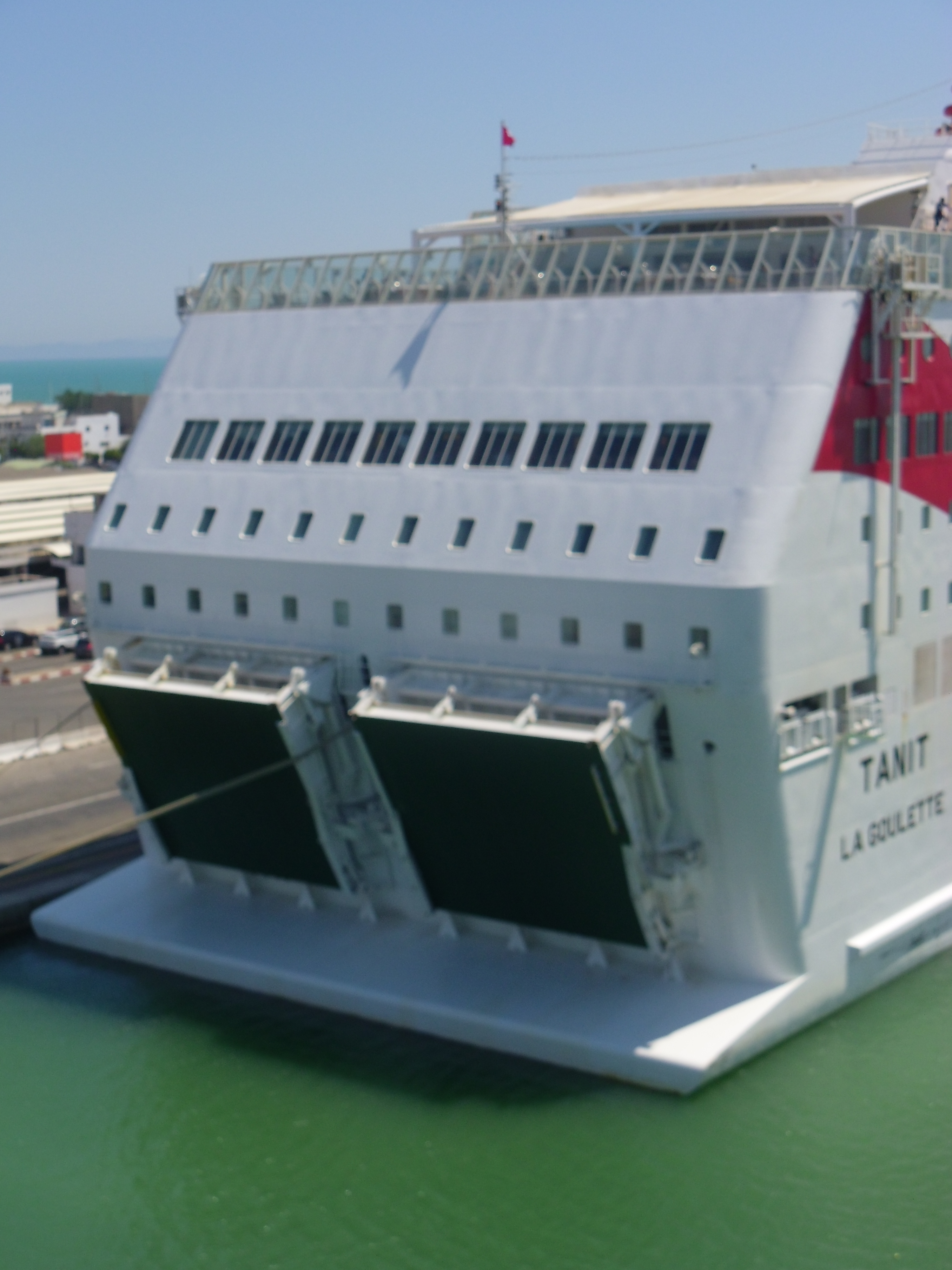
الجزء الخلفي للباخرة تانيت في ميناء حلق الوادي.
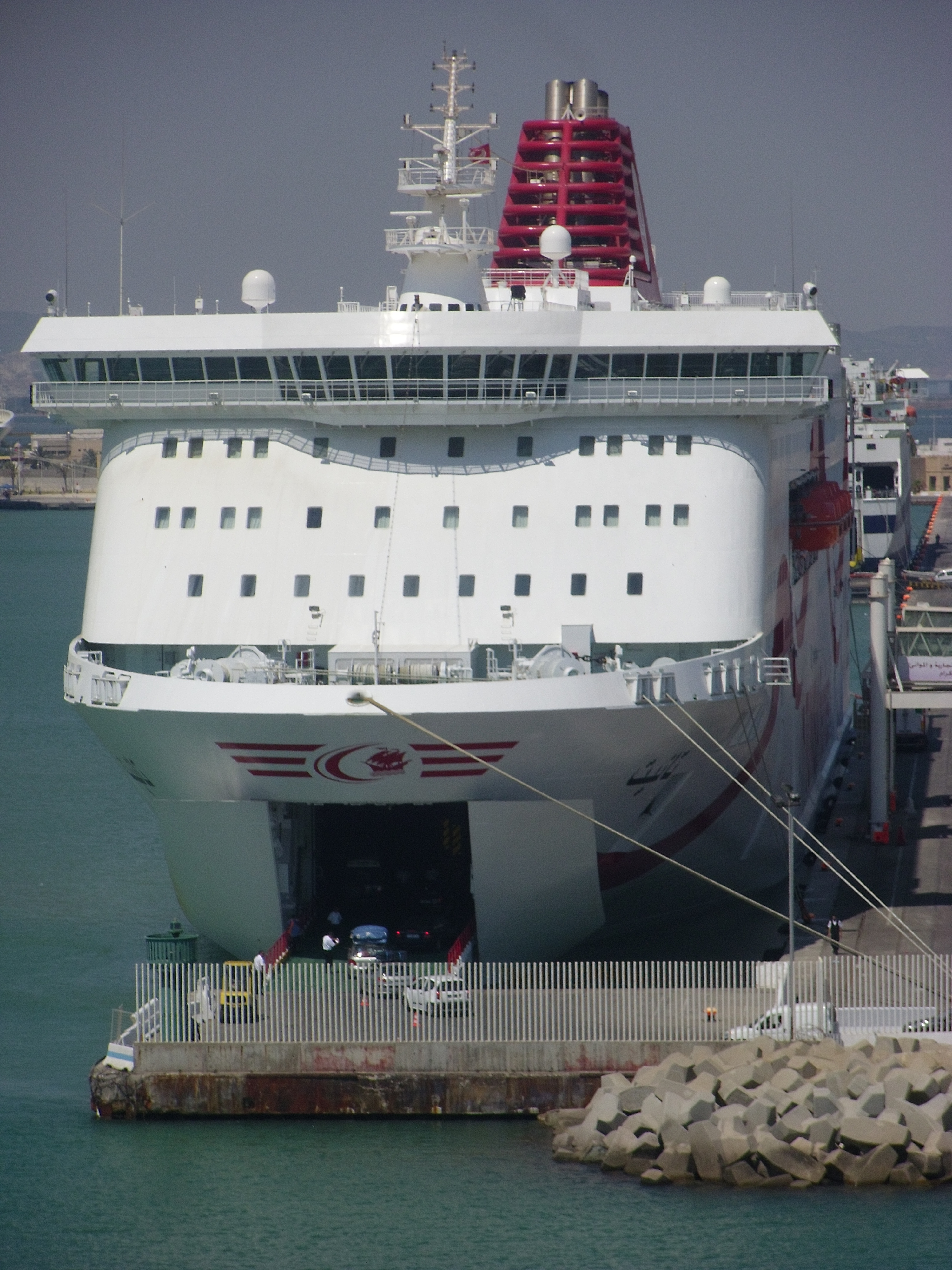
واجهة الباخرة تانيت في ميناء حلق الوادي.
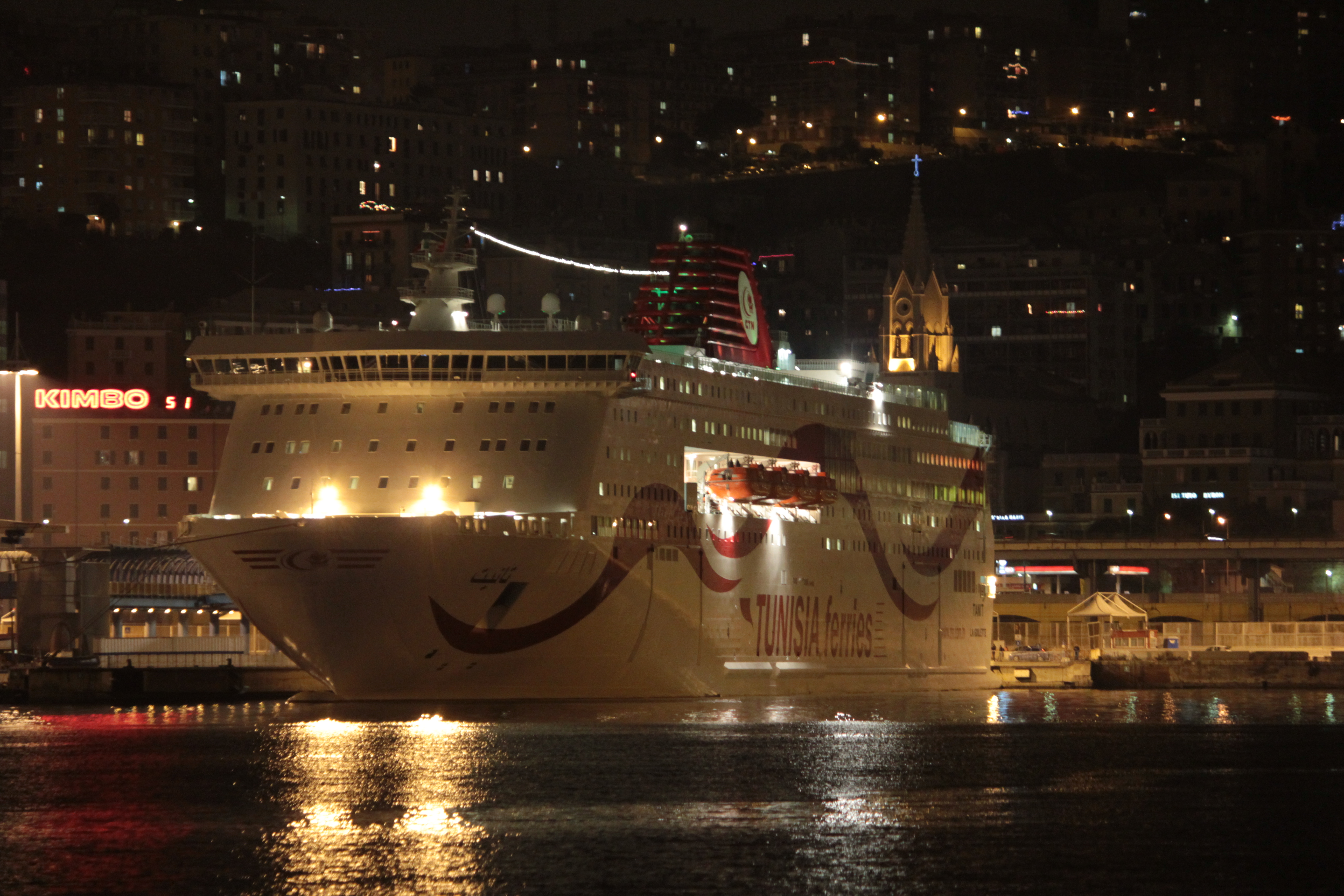
الباخرة تانيت في الليل في ميناء جنوة ليلا.

## مقالات ذات صلة
- الشركة التونسية للملاحة

## وصلات خارجية
- الموقع الرسمي للشركة التونسية للملاحة.
- الصفحة الرسمية للباخرة تانيت على موقع الشركة التونسية للملاحة.